# Відзнаки Начальника Генерального Штабу
Почесні та пам'ятні нагрудні знаки Начальника Генерального Штабу — Головнокомандувача Збройних Сил України (2011—2022) встановлені відповідно до Наказу Начальника Генерального Штабу — Головнокомандувача Збройних Сил України № 212 від 14 листопада 2011 року «Про Положення про почесні нагрудні знаки начальника Генерального штабу — Головнокомандувача Збройних Сил України».
27 березня 2020 року згідно зі ст. 8 Закону України «Про Збройні Сили України» посади Начальника Генерального штабу та Головнокомандувача Збройних сил України було розділено. У зв'язку з цим 03 квітня 2020 року наказом Головнокомандувача ЗСУ № 5[джерело?] відзнаки Начальника Генерального Штабу — Головнокомандувача ЗСУ перетворено у відзнаки Головнокомандувача ЗСУ.
23 грудня 2021 року Головнокомандувач ЗСУ своїм наказом затвердив нову систему бойових нагород, яка остаточно набула чинності 01 червня 2022 року.

## Слава і честь

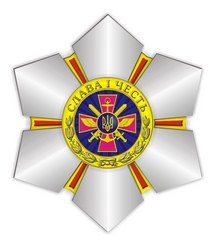

Нагрудним знаком «Слава і честь» нагороджуються особи старшого та вищого офіцерського складу Збройних Сил України за визначний особистий внесок у справу розбудови і розвитку Збройних Сил України, підтримання високої бойової та мобілізаційної готовності військ (сил), зміцнення обороноздатності та безпеки держави. Як правило, згадані особи вже повинні бути нагородженими іншими почесними нагрудними знаками начальника Генерального штабу — Головнокомандувача Збройних Сил України.
Нагородження здійснюється за особистим рішенням начальника Генерального штабу — Головнокомандувача Збройних Сил України з нагоди державних, професійних свят, особистих ювілеїв, при звільненні з військової служби.

## За доблесну військову службу Батьківщині

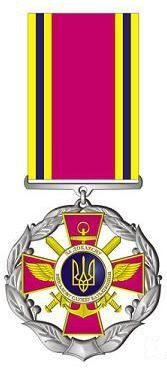

Нагрудним знаком «За доблесну військову службу Батьківщині» нагороджуються особи офіцерського складу Збройних Сил України за зразкове виконання військового обов'язку, самовідданість і стійкість, виявлені при проходженні військової служби.
Нагородження нагрудним знаком здійснюється з нагоди державних, професійних свят, ювілеїв військових частин (установ) та з нагоди особистих ювілеїв, при звільненні з військової служби та в інших випадках за рішенням начальника Генерального штабу — Головнокомандувача Збройних Сил України.

## За заслуги перед Збройними Силами України

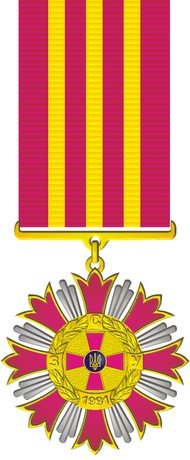

Нагрудним знаком «За заслуги перед Збройними Силами України» нагороджуються військовослужбовці, працівники ЗС України, громадяни України за значний особистий внесок у справу розбудови і розвитку ЗС України, зміцнення співробітництва у військовій, науковій, соціальній, культурній та інших сферах життєдіяльності ЗС України. Нагородження нагрудним знаком здійснюється з нагоди державних, професійних свят, особистих ювілеїв, при звільненні з військової служби та в інших випадках за рішенням начальника Генерального штабу — Головнокомандувача Збройних Сил України.

## За досягнення у військовій службі

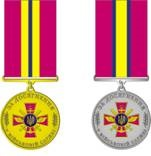

Нагородження Нагрудним знаком здійснюється, як правило, один раз на рік до Дня Збройних Сил України.
Нагрудним знаком ІІ ступеня військовослужбовці Збройних Сил України можуть бути нагороджені за високі показники протягом одного навчального року, а нагрудним знаком І ступеня — протягом двох і більше навчальних років. Крім того, нагородження може бути здійснено і в інших випадках за рішенням начальника Генерального штабу — Головнокомандувача Збройних Сил України.

## За заслуги у ліквідації наслідків надзвичайної ситуації
Нагрудним знаком нагороджуються військовослужбовці та працівники Збройних Сил України за зразкове виконання завдань, пов'язаних з ліквідацією наслідків стихійних лих, природних та техногенних катастроф, інших надзвичайних ситуацій, виявлені при цьому стійкість та самовідданість.

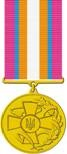

## За взірцевість у військовій службі
Нагрудним знаком «За взірцевість у військовій службі» нагороджуються особи рядового, сержантського і старшинського складу за високі показники у бойовій підготовці, при несенні бойового чергування, вартової (внутрішньої) служби та у повсякденній діяльності.

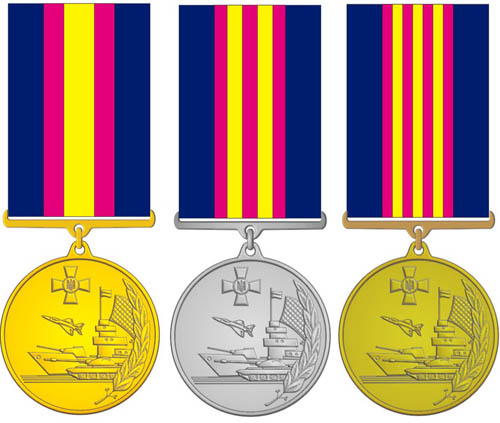

## За самовіддану працю у Збройних Силах України
Нагрудним знаком нагороджуються працівники ЗСУ за старанність та сумлінне виконання службових обов'язків. Нагородження здійснюється з нагоди державних та професійних свят, ювілеїв військових частин і установ, особистих ювілеїв та при звільненні тощо.

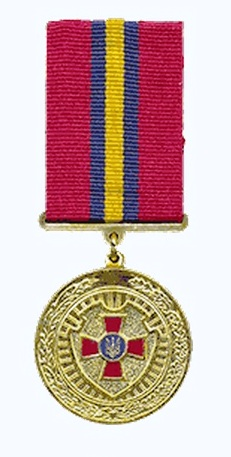

## Почесний військовий зв'язківець
Нагрудним знаком нагороджуються військовослужбовці чи працівники ЗСУ за вагомий внесок у розвиток системи і військ зв'язку Збройних Сил, зразкове виконання військового обов'язку, старанність та сумлінне виконання службових обов'язків.

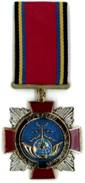

## Учасник військових навчань

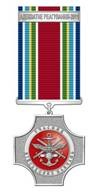

## Кращий сержант (старшина) Збройних Сил України

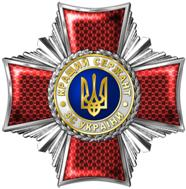
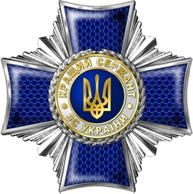
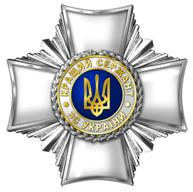
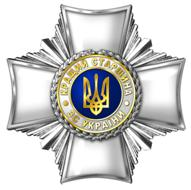

## Нагрудний знак «Учасник антитерористичної операції»
Нагрудним знаком «Учасник АТО» нагороджуються військовослужбовці, які брали безпосередню участь у бойових зіткненнях в зоні проведення антитерористичної операції на сході України.

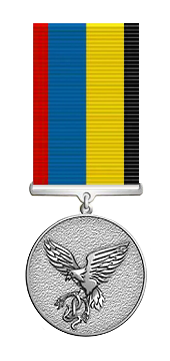